# WJBK-TV

WJBK-TV는 미국 미시간주 디트로이트 지역에서 방송되는 지역방송으로, 폭스 방송 계열이다.

## 연혁
1948년 CBS와 DuMont 계열로 개국하였고, 1994년까지 소속되다가 폭스 방송으로 옮긴다. 2006년 myfoxdetroit.com을 개국했다.

## 뉴스 이름
- Your Esso Reporter (1948–1953)
- Detroit Newsreel (1953–1958)
- TV-2 Eyewitness News (1966–1977)
- TV-2 News (1977–1978)
- (TV-2/Channel 2) Eyewitness News (1978–1995/CBS에서 FOX로 계열 바뀔 때까지 사용됨)
- Fox 2 Eyewitness News (1995–1997)
- Fox 2 News (1997–현재)